# Stemloze velaire fricatief
De stemloze velaire fricatief is een medeklinker die in het Internationaal Fonetisch Alfabet en X-SAMPA aangeduid wordt met [x] en in het Nederlands als <ch> geschreven wordt. De klank staat ook bekend als de stemloze harde g.

## Kenmerken
- De wijze van articulatie is fricatief, wat wil zeggen dat de klank geproduceerd wordt door hinder die de luchtstroom ondervindt op de plaats van articulatie, waardoor turbulentie ontstaat.
- De plaats van articulatie is velair, wat wil zeggen dat de klank uitgesproken wordt met het achterste gedeelte van de tong (het dorsum) tegen het zachte verhemelte (het velum).
- Het type articulatie is stemloos, wat wil zeggen dat de stembanden niet meetrillen bij het articuleren van de klank.
- Het is een orale medeklinker, wat wil zeggen dat de lucht door de mond naar buiten stroomt.
- Het is een centrale medeklinker, wat wil zeggen dat de lucht over het midden van de tong stroomt, in plaats van langs de zijkanten.
- Het luchtstroommechanisme is pulmonisch-egressief, wat wil zeggen dat lucht uit de longen gestuwd wordt, in plaats van uit de glottis of de mond.

## Voorkomen
| Taal            | Taal            | Woord        | IPA        | Betekenis      | Opmerkingen              |
| --------------- | --------------- | ------------ | ---------- | -------------- | ------------------------ |
| Afrikaans       | Afrikaans       | goed         | [xuˑt]     | 'goed'         |                          |
| Aleoetisch      | Atkan-dialect   | alax         | [ɑlɑx]     | 'twee'         |                          |
| Angor           | Angor           | hombo        | [xombo]    | 'wandelen'     |                          |
| Arabisch        | Arabisch        | خضرة         | [xadˤra]   | 'groen (v)'    |                          |
| Assamees        | Assamees        | অসমীয়া         | [ɔxɔmija]  | 'Assamees'     |                          |
| Avaars          | Avaars          | чехь         | [tʃex]     | 'buik'         |                          |
| Azerbeidzjaans  | Azerbeidzjaans  | xoş          | [xoʃ]      | 'aangenaam'    |                          |
| Bulgaars        | Bulgaars        | тихом        | [tixɔm]    | 'stil'         |                          |
| Duits           | Duits           | Kuchen       | [kuːxən]   | 'koek'         |                          |
| Engels          | Schots Engels   | loch         | [lɔx]      | 'meer' (zn.)   |                          |
| Esperanto       | Esperanto       | monaĥo       | [monaxo]   | 'monnik'       |                          |
| Eyak            | Eyak            | duxł         | [tʊxɬ]     | 'vallen'       |                          |
| Fins            | Fins            | tuhka        | [tuxk̪ɑ]    | 'as'           |                          |
| Georgisch       | Georgisch       | ჯოხი         | [ˈdʒɔxi]   | 'stok'         |                          |
| Grieks          | Grieks          | χαρά         | [xaˈra]    | 'vreugde'      |                          |
| Hebreeuws       | Hebreeuws       | אוכל         | [?]        | 'eet'          |                          |
| Hongaars        | Hongaars        | sahhal       | [ʃɒx:ɒl]   | 'met een sjah' |                          |
| Iers            | Iers            | deoch        | [dʲɔ̝̈x]     | 'drink'        |                          |
| Koptisch        | Koptisch        | ϧⲉⲗⲗⲟ        | [xello]    | 'oudere'       |                          |
| Kroatisch       | Kroatisch       | Hrvatski     | [xrʋatski] | 'Kroatisch'    |                          |
| Mandarijn       | Mandarijn       | 河/\|hé      | [xɤ]       | 'rivier'       |                          |
| Nederlands      | Nederlands      | acht         | [ɑxt]      | 'acht'         |                          |
| Pools           | Pools           | hak          | [xak]      | 'haak'         | Ook geschreven als <ch>. |
| Portugees       | Braziliaans     | rabo         | [ˈxabu]    | 'staart'       |                          |
| Russisch        | Russisch        | хвост        | [xvost]    | 'staart'       |                          |
| Schots-Gaelisch | Schots-Gaelisch | loch         | [lɔx]      | 'meer'         |                          |
| Servisch        | Servisch        | храст /hrast | [xrast]    | 'eik'          |                          |
| Somali          | Somali          | khad         | [xad]      | 'inkt'         |                          |
| Spaans          | Spaans          | ojo          | [ˈo̞xo̞]     | 'oog'          |                          |
| Tsjechisch      | Tsjechisch      | chlap        | [xlap]     | 'kerel'        |                          |
| Xhosa           | Xhosa           | rhoxisa      | [xɔkǁiːsa] | 'annuleren'    |                          |
| Vietnamees      | Vietnamees      | khác         | [xɐːk̚˧˥]   | 'anders'       |                          |
| Yahgan          | Yahgan          | xan          | [xan]      | 'hier'         |                          |

Deze pagina bevat fonetische informatie in het IPA, die in sommige browsers mogelijk niet correct wordt weergegeven.
Waar symbolen in paren voorkomen, vertegenwoordigt het rechter teken een stemhebbende medeklinker. Gearceerde gebieden bevatten medeklinkers die worden beschouwd als onuitspreekbaar.
Zie ook: IPA, Klinkers